# Conus pennaceus
Conus pennaceus е вид охлюв от семейство Conidae. Видът не е застрашен от изчезване.

## Разпространение и местообитание
Разпространен е в Британска индоокеанска територия, Йемен, Индонезия, Кения, Коморски острови, Мавриций, Мадагаскар, Майот, Малайзия (Западна Малайзия), Малдиви, Мозамбик, Реюнион, САЩ (Хавайски острови), Сейшели, Сомалия, Тайланд, Танзания и Шри Ланка.
Обитава крайбрежията и пясъчните дъна на океани, морета, заливи и рифове. Среща се на дълбочина около 3,5 m, при температура на водата около 23,2 °C и соленост 35,1 ‰.